# تیاگو گالاردو
تیاگو گالاردو (انگلیسی: Thiago Galhardo؛ زادهٔ ۲۰ ژوئیهٔ ۱۹۸۹) بازیکن فوتبال اهل برزیل است که در پست هافبک تهاجمی برای فورتالزا بازی می‌کند.